# Helicogonium petiolaridis
Helicogonium petiolaridis är en svampart som beskrevs av Baral 1999. Helicogonium petiolaridis ingår i släktet Helicogonium och familjen Endomycetaceae.   Inga underarter finns listade i Catalogue of Life.